# Exacum subacaule
Exacum subacaule är en gentianaväxtart som beskrevs av Jean-Henri Humbert. Exacum subacaule ingår i släktet Exacum och familjen gentianaväxter. Inga underarter finns listade i Catalogue of Life.